# Hoffmannsdråber
Hoffmannsdraaber (også betegnet Æther spirituosus) var en betegnelse for et ældre medicinpræparat indeholdende æter og alkohol.
Blandingen var opkaldt efter den tyske læge Friedrich Hoffmann (1660-1742), og bestod af 1 del æter og 3 dele vinånd, og fandt udstrakt anvendelse i medicinen som middel mod kvalme, afmagt, besvimelser osv. i dosis af indtil 60 dråber på sukker eller i vand. 
Hoffmannsdråber virkede bedøvende på grund af dens indhold af æter, men meget svagere end denne. 
Jernholdige hoffmannsdråber (Solutio chloreti ferrici spirituoso — ætherea), også kaldet Lamottes gulddråber, Bestusheffs nervetinktur, var hoffmannsdråber, som indeholdt jern i form af både kloryr og klorid samt som basisk salt. Desuden indeholdt disse hoffmannsdråber noget æthylklorid, aldehyd osv. Jernholdige hoffmannsdråber blev indført i Danmark da den blev fremstillet som alkemistisk præparat af den russiske minister og greve Aleksej Petrovitj Bestuzjev-Rjumin (1693-1766) (Bestusheff) under hans ophold i København og blev længe anvendt i medicinen, men deres brug aftog omkring år 1900, da det var et uheldigt jernpræparat.